# Jacksonék a vadonban
A Jacksonék a vadonban (eredeti cím: Jackson Wild) 2015-ben indult amerikai televíziós filmsorozat, amelynek főszereplői Nicholas Troutman, Kristine Jackson, Eric Jackson, Emily Jackson és Dane Jackson voltak. Amerikában 2015. október 2-án indult.

## Szereplők
- Nicholas Troutman
- Kristine Jackson
- Eric Jackson
- Emily Jackson
- Dane Jackson